# Škofja Loka (stacja kolejowa)
Škofja Loka – stacja kolejowa w miejscowości Škofja Loka, w regionie Górna Kraina, w Słowenii.
Stacja znajduje się w podmiejskiej wsi Trata, gdzie znajduje się miejska strefa przemysłowa. Od centrum Škofja Loka jest dość odległa, więc w dni powszednie i soboty łączy ją regularna linia autobusowa Alpetour.
Stacja jest zarządzana przez SŽ-Infrastruktura.

## Linie kolejowe
- Lublana – Jesenice

| Škofja Loka                           |  |       |
| Linia Lublana – Jesenice (477,040 km) |  |       |
| Reteče                                |  | Kranj |